# Спринчан Аксана Вадимівна
Аксана Вадимівна Спринчан (23 серпня 1973, Лунинець, Берестейська область) — білоруська письменниця.

## Біографія
Закінчила філологічний факультет БДУ, аспірантуру Інституту літератури імені Я. Купали НАН Білорусі, навчалася у Білоруському колегіумі. Працювала ведучим науковим редактором редакції літератури і мистецтва видавництва «Білоруська Енциклопедія», з 2006 редактор у видавництві «Художня література». Член СБП (2005). Директорка Поетичного театру «Арт. С». Має дочку Альжбету (нар. 2007). Жінка Яроша Малишевського. Колекціонує жаб.
Автор книги поезії «Вірші від О. (Вершы ад А.)» (2004), «ЖиваЯ» (2008), SMS-п'єски з антрактом-розмовою по телефону «Дорога і Шлях» (у співавторстві з філософом Олесем Антипенком, 2006), «білоруської енциклопедії почуттів» «Хата для Мовчі» (2007), книги для дітей «Незвичайна енциклопедія білоруських народних інструментів» (співавторка з Ярошем Малишевським, 2010), «Татусь Ярош, мамуся Оксана, дочечка Альжбета. Повний ексклюзив (Таташ Яраш, мамана Аксана, дачэта Альжбэта. Поўны эксклюзіў)», 2013.
Частина віршів Аксани Спринчан покладена на музику. Деякі вірші перекладені на українську і сербська мови.

## Нагороди та премії
Спеціальний приз журі під керівництвом Палада Бюль Бюль Агли міжнародної премії «Співдружність дебютів» «За філософську лірику» (2008), премія «Блакитна Свиня-2006», переможниця конкурсу «Література — дітям» (2009).

### В перекладах на українську мову
- Спринчан Аксана. Кава з українським медом : поезія / А. В. Спринчан ; пер. з білорус. Миколи Мартинюка. – Луцьк : ПВД «Твердиня», 2017. – 212 с.[3]